# Jackass
Jackass (z angl. osel, i v přeneseném slova významu) je americký televizní pořad vysílaný na MTV od roku 2000 do roku 2002. Jde o skupinu lidí, kteří vymýšlejí mnoho kuriózních, riskantních, vtipných ale i pohoršujících situací. Po skončení vysílání pořadu byly natočeny 4 filmy s protagonisty Jackass, jeden z nich dokonce v 3D. Oba filmy ze strany odborných filmových kritiků sklidily vesměs velmi negativní kritiku. Pořad i jeho protagonisté jsou velmi oblíbení hlavně mezi náctiletou mládeží; jejich rodiče pro typ zábavy, prezentovaný v Jackass, většinou nenalézají pochopení. Přestože Jackass obsahuje úvodní varování, aby jej ti, co jej zhlédnou, nenapodobovali, je originální Jackass často napodobován, včetně několika skupin v Česku.
Logem Jackass je lebka se zkříženými berlemi.

## Některé kousky z Jackass
- „svezení“ na hadici zavěšené na jeřábu, zmítající se pod mohutným proudem vody (firehose rodeo)
- lyžování ze sněhem vyplněnými schody skrze dveře rodinného domu
- chození na chůdách po rušné silnici
- šplhání po laně nad výběhem pro krokodýly s velkým kusem masa zavěšeným za trenýrky
- pobývání ve výběhu pro býka s černým šátkem přes oči
- krmení kladivounů mrtvými rybami, jsa při tom mezi nimi
- zápasení s obrovským hadem v dětském koutku plném barevných míčků
- tetování při jízdě na off-roadu v terénu
- honička s golfovými vozítky
- „zorbing“ ve velké pneumatice
- skok do jezera v tryskami poháněném nákupním nebo invalidním vozíku
- nechání se postřelit gumovým projektilem
- vypuštění padáku v parašutistické výstroji, stojíce ve větrném tunelu
- boxerský zápas v obchodě s profesionálním boxerem
- v přestrojení za velmi starého muže
  - obtěžování řidičů na přechodu pro chodce
  - kradení v obchodě
- konzumace pomočeného sněhu ve zmrzlinovém kornoutku
- cejchování „pozadí“ (ve stylu označování dobytka) nažhavenou formou ve tvaru penisu
- vykonání potřeby do toalety nabízené v obchodě s bytovými doplňky
- vystřelování menší pyrotechnické rakety spojené provázkem s přirozením jednoho aktéra z „pozadí“ aktéra druhého
- pití koňského spermatu

## Obsazení

### Hlavní protagonisté
- Johnny Knoxville
- Chris Pontius
- Steve-O
- Preston Lacy
- Jason "Wee Man" Acuña
- Bam Margera
- Ryan Dunn
- Dave England
- Ehren McGhehey

### Další protagonisté a pracující
- Brandon DiCamillo
- Rake Yohn (Theodore Webb)
- Jeff Tremaine – režie a námět
- Chris Raab, aka Raab Himself
- Spike Jonze – námět
- Dimitry Elyashkevich – hlavní producent a kameraman
- Phil a April Margera – Bamovi rodiče
- Jess Margera – Bamův starší bratr
- Vincent "Don Vito" Margera – Bamům strýc
- Manny Puig – trenér zvířat
- Lance Bangs – kameraman
- Rick Kosick – hlavní kameraman
- Knate Gwaltney – kameraman
- Greg „Guch“ Iguchi – kameraman
- Sean Cliver – producent
- Mike Kassak
- J2 (Jason Raumus)
- Stephanie Hodge – jediná žena dělající Jackass
- Loomis Fall

### Účast celebrit
- Tony Hawk – profesionální skateboardista
- Mat Hoffman – profesionální jezdec na BMX kolech
- Brad Pitt – herec
- Shaquille O'Neal – basketbalista
- CKY – hudební skupina
- Fatlip – rapper
- Ruby Wax a Maximillion Cooper – Gumball Rally special
- Puff Daddy – rapper
- Quinton Jackson – Mma bojovník
- Daewon Song
- three 6 mafia – americká hip-hopová skupina
- Seann William Scott – herec
- Britney Spears – zpěvačka

## Natočené filmy
- Jackass: The Movie
- Jackass: Number Two
- Jackass 2.5
- Jackass 3D
- Jackass 3.5
- Jackass Forever